# Action Point
Action Point es una película estadounidense de comedia y acción dirigida por Tim Kirkby y escrita por John Altschuler, Dave Krinsky y Johnny Knoxville. La película es protagonizada por Johnny Knoxville y Chris Pontius. Fue estrenada el 1 de junio de 2018, por Paramount Pictures. Originalmente se titularía Action Park.
La película está basada en el parque temático de Nueva Jersey llamado Action Park, el cual es notorio por estar pobremente diseñado, con atracciones poco seguras; además de emplear personas menores, sin entrenamiento, y en ocasiones por influencias. En un estilo similar a la anterior película de Dickhouse, Jackass Presents: Bad Grandpa, la película presentara el estilo de maniobras conectadas por una narrativa de la serie Jackass.

## Reparto
- Johnny Knoxville como D.C.
- Chris Pontius
- Aidan Whytock como Ron.
- Leon Clingman como Joel Green.
- Joe Vaz como Aldo.
- Camilla Wolfson como Mia.
- Matthew Peterson como Travis.
- Johnny Pemberton como Ziffel.
- Luyanda Biggz Kabanyane como Heavy Metal Guy.
- Brigette Lundy-Paine como Four Finger Annie.
- Michael Everson como Slappy.
- Stavros Cassapis como Long Haired Teen #1.
- Michael Ramanantsialonina como Long Haired Teen #2.
- Eric Manaka como Rodney.
- Matthew Wessels como Groovy Guy #1.

## Estreno
La película fue estrenada el 1 de junio de 2018.

## Recepción
Action Point recibió reseñas negativas de parte de la crítica y mixtas de parte de la audiencia. En la página web Rotten Tomatoes, la película obtuvo una aprobación de 18%, basada en 22 reseñas, con una calificación de 3.4/10, mientras que de parte de la audiencia tuvo una aprobación de 53%, basada en 166 votos, con una calificación de 3.2/5.
Metacritic le dio a la película una puntuación 37 de 100, basada en 29 reseñas, indicando "reseñas generalmente desfavorables". Las audiencias encuestadas por CinemaScore le han dado a la película una "C+" en una escala de A+ a F, mientras que en el sitio web IMDb los usuarios le han dado una calificación de 5.7/10, sobre la base de 321 votos.